# Бурдь, Владислав Сергеевич
Владислав Сергеевич Бурдь (род. 15 мая 1996) — белорусский самбист и дзюдоист, серебряный призёр чемпионата Беларуси по дзюдо 2015 года, призёр международных турниров по самбо, призёр чемпионатов Европы и мира по самбо среди юношей, бронзовый призёр первенств Европы по самбо 2015 и 2016 годов среди юниоров, чемпион (2015) и бронзовый призёр (2016) первенств мира по самбо среди юниоров, чемпион (2024), серебряный (2016) и бронзовый (2017, 2021, 2022) призёр чемпионатов Европы по самбо, бронзовый призёр соревнований по самбо Европейских игр 2015 и 2019 годов, бронзовый призёр этапа Кубка мира 2019 года, серебряный (2018) и бронзовый (2015, 2020, 2023) призёр чемпионатов мира по самбо, мастер спорта Республики Беларусь международного класса. Выступал в полулёгкой весовой категории (до 57 кг).